# Солоний собака (коктейль)
Солоний собака (англ. Salty dog) — це коктейль із джину та грейпфрутового соку, який подають у келиху хайбол із солоним обідком. Сіль — єдина різниця між солоним собакою та хортом. Історично це напій на джині, який, як вважають, бере початок у 1920-х роках.
Рецепт — це 60 мл джину, змішаного зі 120 мл свіжого грейпфрутового соку, збовтаного та налитого в келих із посоленим краєм.

## У масовій культурі
Солоний пес — улюблений напій Арті (продюсера, якого грає Ріп Торн) у ситкомі «Шоу Ларрі Сандерса». Арті робив його на горілці.
Коктейль згадується у 08 епізоді 08 сезону серіалу C.S.I.: Місце злочину Маямі.